# Ghiroda
Ghiroda (Hongaars: Gyoröd, Duits: Giroda, Kiroda) is een gemeente in het Roemeense district Timiș en ligt in de regio Banaat in het westen van Roemenië. De gemeente telt 6.200 inwoners (2011).

## Geschiedenis
In 1332 werd Ghiroda officieel erkend. Door de overstromingen van 2005 werden er 2 gebouwen aangetast binnen de gemeente.

## Geografie
De oppervlakte van Ghiroda bedraagt 34,13 km², de bevolkingsdichtheid is 138 inwoners per km².
De gemeente bestaat uit de volgende dorpen: Ghiroda, Giarmata-Vii.

## Demografie
Van de 4909 inwoners in 2002 zijn 4529 Roemenen, 262 Hongaren, 27 Duitsers, 32 Roma's en 59 van andere etnische groepen.
In 2011 zijn er 6.200 inwoners (5791 Roemenen, 264 Hongaren). 
Onderstaande figuur toont het verloop van het inwoneraantal vanaf 1880.

## Politiek
De burgemeester van Ghiroda is Vasile Cinca (PSD).
Balinț · Banloc · Bara · Bârna · Beba Veche · Becicherecu Mic · Belinț · Bethausen · Biled · Birda · Bogda · Boldur · Brestovăț · Cărpiniș · Cenad · Cenei · Checea · Chevereșu Mare · Comloșu Mare · Coșteiu · Criciova · Curtea · Darova · Denta · Dudeștii Noi · Dudeștii Vechi · Dumbrava · Dumbrăvița · Fibiș · Fârdea · Foeni · Gavojdia · Ghilad · Ghiroda · Ghizela · Giarmata · Giera · Giroc · Giulvăz · Gottlob · Iecea Mare · Jamu Mare · Jebel · Lenauheim · Liebling · Lovrin · Margina · Mașloc · Mănăștiur · Moravița · Moșnița Nouă · Nădrag · Nițchidorf · Ohaba Lungă · Orțișoara · Parța · Pădureni · Peciu Nou · Periam · Pietroasa · Pișchia · Racovița · Remetea Mare · Sacoșu Turcesc · Saravale · Satchinez · Săcălaz · Secaș · Sânandrei · Sânmihaiu Român · Sânpetru Mare · Șag · Şandra · Știuca · Teremia Mare · Tomești · Tomnatic · Topolovățu Mare · Tormac · Traian Vuia · Uivar · Valcani · Variaș · Victor Vlad Delamarina · Voiteg